# Eivind Kvaale
Eivind Kvaale (1975) è un ex sciatore alpino norvegese.

## Biografia
Kvaale debuttò in campo internazionale ai Mondiali juniores di Lake Placid 1994; in Coppa del Mondo esordì il 9 dicembre 1995 a Val-d'Isère in discesa libera, senza completare la gara, ottenne il miglior piazzamento il 6 marzo 1999 a Kvitfjell nella medesima specialità (42º) e prese per l'ultima volta il via il 18 dicembre 1999 in Val Gardena sempre in discesa libera (44º). Si ritirò durante la stagione 1999-2000 e la sua ultima gara fu uno slalom speciale FIS disputato il 29 gennaio a Kirkerud; non prese parte a rassegne olimpiche o iridate.

## Palmarès

### Campionati norvegesi
- 5 medaglie (dati dalla stagione 1994-1995):
  - 2 argenti (combinata[senza fonte] nel 1995; combinata[senza fonte] nel 1996)
  - 3 bronzi (discesa libera, combinata[senza fonte] nel 1995; discesa libera nel 1999)